# Вангел Кехайов
Вангел Атанасов Кехайов е български революционер, деец на Вътрешната македоно-одринска революционна организация.

## Биография
Вангел Кехайов е роден през 1873 година в ениджевардарското село Тумба, тогава в Османската империя, днес в Гърция. Присъединява се към ВМОРО и служи като легален деец в селото си. По време на Илинденското въстание от 1903 година е заловен насред селото от турските власти и е осъден на 7 месеца затвор. По-късно повторно е арестуван и излежава присъда от 8 месеца в Еди куле.
На 6 март 1943 година, като жител на Бургас, подава молба за българска народна пенсия, която е одобрена и пенсията е отпусната от Министерския съвет на Царство България.